# Tragedies
Tragedies ist das Debütalbum der norwegischen Death-Doom-Band Funeral.

## Geschichte
Im Jahr 1994 engagierte Funeral Toril Snyen als Sängerin. Damit zählt Funeral gemeinsam mit Interpreten wie The 3rd and the Mortal, Theatre of Tragedy und Elbereth zu den ersten Gruppen des Extreme Doom, die dauerhaft eine Sängerin einbanden. Neben Snyen bestand die Band zur Aufnahme aus den Bandgründern Schlagzeuger Anders Eek und Gitarrist Thomas Angell sowie dem früh zur Band hinzugestoßenen Bassisten und Sänger Einar Andre Fredriksen sowie dem nach der Aufnahme der ersten Demo hinzugezogenen zweiten Gitarristen Christian Loos.
Die Aufnahmen fanden im April in dem V.L.K. Studio statt. Produziert und Abgemischt wurde das Album von Per Øyvind Borgen. Das Album beinhaltete mit When Nightfall Clasps und Moment in Black zwei Stücke des Demos Beyond All Sunsets. Diese wurden im April 1994 im Norsk Lydskole, später in Nordisk Institutt for Scene og Studio (NISS) umbenannt, aufgenommen. Die Produktion und Abmischung dieser Stücke hatten Frode André Kristiansen und Anne Vindedal übernommen. Nach Veröffentlichung des Debüts trennte sich die Band von Toril Snyen.
Arctic Serenades, das junge norwegische Label bei dem Funeral einen Vertrag für die Debütveröffentlichung abgeschlossen hatte, brüskierte Funeral, ebenso wie weiter norwegische Interpreten. Der Manager wanderte aus ohne die Band auszuzahlen und ohne den versprochenen Promotionsleistungen nachzukommen. Auch die Zusammenarbeit mit Snyen, erwies sich als zunehmend schwierig. Ursprünglich erläuterte Einar Andre Fredriksen sei sie von der Gruppe als passend in Einstellung und Klang sowie als eindrucksvolle Performerin und Sängerin ein vollwertiges Bandmitglied gewesen. Ihr Verhalten erwies sich über die Jahre nach den Aufnahmen zunehmend als schwierig.

## Albuminformationen
Das 1995 über Arctic Serenades erstmals veröffentlichte Debüt Tragedies  enthält fünf separate Stücke, die eine Gesamtspielzeit von 58:39 Minuten haben. Weitere Veröffentlichungen erschienen 2015, 2019, 2022 und 2023 als über The Crypt, A Fine Day to Die Records und Season of Mist. Im Jahr 2006 veröffentlichte Firedoom Music Tragedies als Teil einer Kompilation gemeinsam mit Aufnahmen der Demos Tristesse und Beyond All Sunsets.

### Titelliste
1. Taarene: 12:25
2. Under Ebony Shades: 13:32
3. Demise: 08:43
4. When Nightfall Clasps: 14:20
5. Moment in Black: 09:39

### Stil
Das Debütalbum der norwegischen Band wurde Rückblickend in Korrelation mit dem aufkommenden Funeral Doom als „Anomalie in der Szene, die noch in den Kinderschuhen steckte“ wahrgenommen. Mit der Stilmischung die Akustikgitarre und den hohen sowie ätherischen Gesang Toril Snyens mit „tiefem Growling und ultra-langsamen Death Doom“ verbindet wird Tragedies zugleich eine Pionierleistung im Extreme Doom zugesprochen. Mit Tragedies wird Funeral daher auch zu den Pionieren des in den späten 1990ern populären The-Beauty-and-the-Beast-Gesangs. Die Musik sei gemeinsam mit jener von „Skepticism, Thergothon und Esoteric eine der langsamsten und depressivsten“ überhaupt, dennoch habe das Album nur noch wenig mit diesen Begründern des Funeral Doom gemein. Entsprechend uneinheitlich sind die Stilverortungen des Albums, das als Gothic-, Funeral-, Death- oder Atmospheric-Doom kategorisiert wird. Von hochgradig melodischer Natur, mit ätherischem weiblichen Gesang und der Opulenz des Gothic Metal, was im Kontrast zu dem umfassenden Death-Doom-Charakter der generellen Instrumentierung steht, blieb das Album konzeptionell konsequent auf den Funeral Doom ausgerichtet und „so düster wie kein anderes Album vor ihm (und vielleicht auch danach)“.

## Wahrnehmung
Das Album wurde zu den bedeutendsten des Extreme Doom gerechnet sowie zu einer Reihe wesentlicher Veröffentlichungen des Funeral Doom. Für das Webzine Worship Metal wurde es von Chris Jennings als „kleines Meisterwerk“ gerühmt. Kostas Panagiotou lobte es in einer für Doom-Metal.com verfassten Besprechung als „einzigartige katharsische Erfahrung“.